# عبد العزيز عبدو
عبد العزيز عبدو عمر (ولد في 31 أغسطس 1973 في المنامة، البحرين) لاعب كرة قدم بحريني سابق وحاليا مدرب كرة قدم. غير مرتبط بنادي حاليا.